# Blake Shelton
Blake Tollison Shelton (Ada, 18 de junho de 1976), é um cantor de músca country e personalidade da televisão norte-americano. O seu sexto álbum de estúdio Red River Blue alcançou a liderança da tabela musical Billboard 200, com 116 mil cópias vendidas na sua semana de estreia no país. Atualmente é um dos Jurados do Programa The Voice, ao lado de Gwen Stefani, John Legend e Kelly Clarkson.

## Infância
Shelton nasceu em Ada, Oklahoma, sua mãe Dorothy, dona de um salão de beleza e seu pai Richard Shelton, vendedor de carros usados.  Blake Shelton começou a cantar aos 12 anos de idade, quando ganhou seu primeiro instrumento musical, uma guitarra, que o seu tio ensinou a tocar. Aos 15 anos escreveu sua primeira canção e logo aos 16 recebeu seu primeiro prêmio Denbo Diamond Award no seu estado natal. Em 13 de novembro de 1990 perdeu seu irmão Richie Shelton de 24 anos em um trágico acidente automobilístico . Após sua formatura aos 17 anos se mudou para Nashville, Tennessee em busca do sucesso em sua carreira. Conseguiu o primeiro emprego em uma gravadora e em 1997 por meio de Bobby Braddock assinou seu primeiro contrato com a Sony Music.

## Vida Pessoal
Em 17 de novembro de 2003, após um longo namoro com Kaynette Gern se casou. No entanto se separaram em 2006.
Em 2005 Shelton encontrou a cantora country Miranda Lambert no CMT's 100 Greatest Duets Concert. Miranda fez backing vocal no cover de Michael Bublé na música "Home" junto a Blake, que acabou se tornando o hit número 1 no Hot Country Songs. Em 9 de maio de 2010, após quatro anos de relacionamento pediu a aprovação e benção do pai de Miranda. Acabaram se casando em 14 de maio de 2011 em Boerne, Texas.
Em 17 de janeiro de 2012 seu pai, Richard "Dick" Shelton, faleceu ao 71 anos em Oklahoma após um difícil período de decadência de sua saúde. O irmão já havia falecido em 1990 quando Blake tinha apenas 14 anos. Junto a Miranda fez a música "Over You" que recebeu inúmeros prêmios, inclusive o de "Música do Ano de 2012 pela CMA. Também foi premiada como Single e Música do ano pela Academy of Country Music Awards em 2013.
Em julho de 2015 Shelton e Miranda anunciaram o divórcio. Fizeram uma nota a imprensa pedindo privacidade e respeito ao difícil momento em suas vidas pessoais. 
Em novembro de 2015 durante as gravações do The Voice USA, conheceu Gwen Stefani e desde então estão juntos. Para casar com Gwen Stefani em 2021, o cantor construiu uma capela no terreno da sua quinta em Oklahoma onde vai ser celebrada a cerimónia.

## Discografia
- Blake Shelton (2001)
- The Dreamer (2003)
- Blake Shelton's Barn & Grill (2004)
- Pure BS (2007)
- Startin' Fires (2008)
- Red River Blue (2011)
- Cheers, It's Christmas (2012)
- Based on a True Story... (2013)
- Bringing Back the Sunshine (2014)
- If I'm Honest (2016)
- Texoma Shore (2017)

## Turnês
- Barn and Grill Tour (2005)
- Hillbilly Bone Tour (2010)
- All About Tonight Tour (2011)
- Well Lit & Amplified Tour (2012)
- Ten Times Crazier Tour (2013–15)
- Blake Shelton 2016 Tour (2016)
- Doing It To Country Songs Tour (2017)

Parcerias
- Shock'n Y'all Tour (2002) (com Toby Keith)
- Here's to You Tour (2005) (com Rascal Flatts)
- Me and My Gang Tour (2006) (com Rascal Flatts)
- H2O II: Wetter and Wilder World Tour (2011) (com Brad Paisley)